# Hai (motorfietsmerk)
Hai is een Oostenrijks historisch merk van motorfietsen.
De bedrijfsnaam was: Hai Bergmann & Co., Mauer bei Wien.
Hai Bergmann begon in 1939 met de productie van lichte motorfietsjes met een 120cc-tweetaktmotor en een plaatframe.
De Hai stond echter niet in het bouwprogramma van de Duitse regering, en omdat Oostenrijk sinds de Anschluss bij Duitsland hoorde, moest de productie al in 1940 gestaakt worden.